# TV Kalkum-Wittlaer
Der TV Kalkum-Wittlaer (vollständiger Name: Turnverein Kalkum 1911 – Wittlaer e. V.) ist ein Sportverein aus den Düsseldorfer Stadtteilen Kalkum und Wittlaer. Die erste Fußballmannschaft der Männer spielte in der Saison 2015/16 in der Oberliga Niederrhein.

## Geschichte
Der Verein wurde im Jahre 1911 als TV Kalkum 1911 gegründet. Mitte der 1960er Jahre wurden im Nachbarort Wittlaer neue Sportstätten erbaut, so dass der Verein seinen heutigen Namen annahm. Die Fußballer spielten jahrzehntelang lediglich auf Kreisebene und schafften im Jahre 2009 erstmals den Aufstieg in die Bezirksliga. Nach einer Vizemeisterschaft im Jahre 2013 hinter dem Düsseldorfer SC 99 gelang ein Jahr später der Aufstieg in die Landesliga Niederrhein. Dort wurde die Mannschaft auf Anhieb Meister und schaffte den Durchmarsch in die Oberliga.
Nach nur einer Saison folgte 2015/16 der Abstieg als Tabellenletzter. Während der Saison sorgten die Düsseldorfer für ein Kuriosum, als ihr Heimspiel gegen den KFC Uerdingen 05 kampflos verloren wurde, da der Verein gegen die Durchführungsbestimmungen verstieß. Das Spiel durfte aus Sicherheitsgründen nicht auf dem eigenen Sportplatz durchgeführt werden und die Ausweichstätte Paul-Janes-Stadion war belegt. Da der TV Kalkum-Wittlaer sich zu spät um eine Spielverlegung bemühte wurde das Spiel abgesagt und mit 3:0 für Uerdingen gewertet. In der folgenden Landesligasaison 2016/17 wurde die Mannschaft in die Bezirksliga durchgereicht.
Neben Fußball bietet der Verein auch Gymnastik, Volleyball und Leichtathletik an.

## Persönlichkeiten
- Malick Thiaw